# Blockbuch

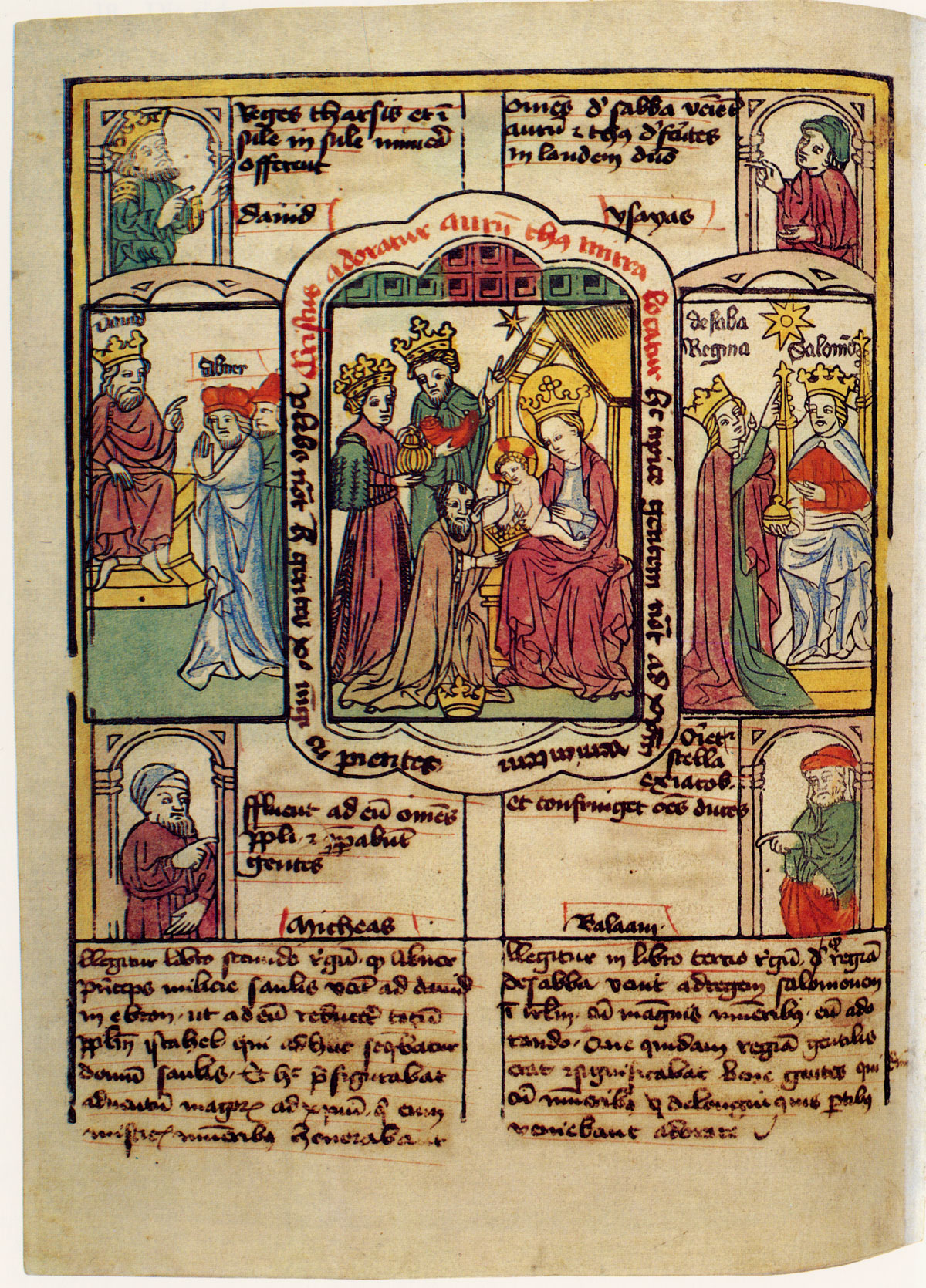
Biblia pauperum, um 1455: Blockdruck mit teils eingedrucktem, überwiegend aber handschriftlich ergänztem Text

Ein Blockbuch (auch Holzschnittbuch) ist ein von Holzstöcken gedrucktes Buch, bei dem die Druckform jeweils für eine ganze Seite mit Bild oder Text aus einer Holztafel geschnitten wurde (Blockdruck). Manchmal wurden Texte nachträglich noch von Hand oder mit Lettern zu den gedruckten Bildern hinzugefügt.
Die Datierung der europäischen Blockbücher erstreckt sich auf das 15. Jahrhundert. Von einigen Wissenschaftlern wird sie schon vor der Weiterentwicklung der Buchdruckkunst durch Gutenberg um 1420 angesetzt, andere plädieren für einen späteren Zeitpunkt. Die Produktion erlosch um 1530. Die asiatischen Formen sind wesentlich älter.

## Frühe asiatische Blockbücher
Seit der Tang-Dynastie (615–906) wurden in China Blockbücher im Holztafeldruck (Blockdruck) hergestellt. Das Diamantsutra, das aus sechs Seiten mit kleinen halbseitigen Holzschnitten besteht, entstand im Jahre 868.

## Blockbücher in Mitteleuropa
Von der europäischen Form sind heute 33 Werke, meist religiöse Erbauungsliteratur, in über 100 verschiedenen Ausgaben bekannt (siehe auch Einblattholzschnitt und Holzschnitt). Die Miniaturen der Handschriften dienten als Vorbilder. Als Heimat der Blockbücher gelten die Niederlande und der Oberrhein (Basel, vielleicht auch Straßburg). Blockbücher entstanden im Zusammenhang mit den sonstigen Bemühungen des 15. Jahrhunderts, Bücher möglichst rationell und preiswert herzustellen.
Zur Herstellung diente der Reiber, nicht die Presse. Da sich infolgedessen das Typenbild in das Papier tief einprägte, bedruckte man das Papier auf einer Seite und klebte die weiß gebliebenen Seiten zusammen (anopistographische Drucke).

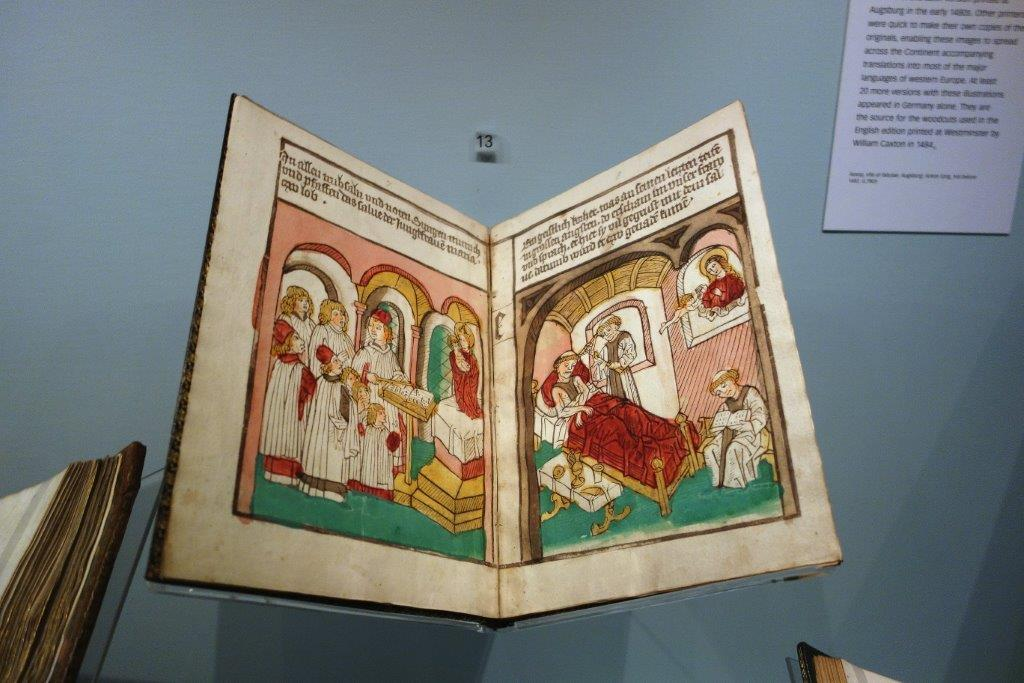
Salve Regina, um 1470

Man unterscheidet drei Formen, die sich nicht immer eindeutig trennen lassen.
- Xylographische Blockbücher: Bilder und Texte sind beide vom selben Holzstock
- Chiroxylographische Blockbücher: Bild vom Holzstock gedruckt, Text von Hand nachgetragen
- Typoxylographische Blockbücher: Bilder sind auf Holzstöcken, Texte in Typen gesetzt

Man kann die Blockbücher ferner einteilen in solche nur mit Text, in solche mit Text und Bild auf der gleichen Seite und in solche mit Text und Bild auf getrennten Seiten.
Die Inhalte waren teils religiöser, teils dogmatischer und moralisch-didaktischer Natur. Blockbücher  enthielten bildliche Darstellungen aus dem Alten und Neuen Testament, die einander gegenübergestellt wurden und so eine sogenannte Konkordanz bildeten, ferner Darstellungen der Zehn Gebote, des Lebens der Maria und des Heilands, der Offenbarung Johannis, der Geschichte gewisser Heiligen, des apostolischen Glaubensbekenntnisses, der Ars moriendi  und der Ars memorandi. Blockbücher für den profanen Gebrauch enthielten Fabeln mit moralischer Nutzanwendung, den Totentanz, die Chiromantie, die Wunderwerke Roms und dergleichen.